# Portada/efemèride abril 9
Xavier Vinader
« 8 d'abril · 9 d'abril · 10 d'abril »